# Calephelis mexicana
Calephelis mexicana är en fjärilsart som beskrevs av Mcalpine 1971. Calephelis mexicana ingår i släktet Calephelis och familjen Riodinidae. Inga underarter finns listade i Catalogue of Life.